# Episodi di Doraemon (serie animata 1979) (terza stagione)
Questa è la lista degli episodi della terza stagione dell'anime 1979 di Doraemon.
La stagione si divide in due differenti parti: gli episodi compresi tra il 492 e il 617 – similmente ai precedenti della prima e della seconda stagione – hanno una durata di circa sei minuti; gli episodi a partire dal 618 presentano invece una durata di dieci o undici minuti. In Italia i diritti degli episodi successivi al 617 sono stati acquisiti da Mediaset, che li ha trasmessi su Italia 1 nel corso del 2003, in ordine sparso e spesso abbinandoli a episodi di ulteriori stagioni giapponesi; gli episodi precedenti sono totalmente inediti.

## Episodi (6 minuti)

### 492 - 530
| Nº  | Giapponese 「Kanji」 - Rōmaji - Traduzione letterale                                                                            | In onda          | In onda |
| Nº  | Giapponese 「Kanji」 - Rōmaji - Traduzione letterale                                                                            | Giapponese       |         |
| 492 | 「初日の出セット」 - Hatsuhinode setto – "Giorno e notte"                                                                       | 5 gennaio 1981   |         |
| 493 | 「かべの中で新年会」 - Ka be no naka de shin'nenkai – "Il poster"                                                               | 6 gennaio 1981   |         |
| 494 | 「いつでも日記」 - Itsudemonikki – "Il diario"                                                                                  | 7 gennaio 1981   |         |
| 495 | 「電話のおばけ」 - Denwa no obake – "Il telefono-ghost"                                                                         | 8 gennaio 1981   |         |
| 496 | 「きんとフード」 - Kin to fūdo – "Il cibo"                                                                                      | 12 gennaio 1981  |         |
| 497 | 「他人の夢を見る」 - Tanin no yume o miru – "Sogni movimentati"                                                                 | 13 gennaio 1981  |         |
| 498 | 「ア・ラ・カルテ」 - A ra karute – "La carta"                                                                                   | 14 gennaio 1981  |         |
| 499 | 「「配役いれかえビデオ」で反省!」 - Haiyakuirekaebideo de hansei! – "Il video di sostituzione dei cast"                         | 15 gennaio 1981  |         |
| 500 | 「ルームスイマー」 - Rūmusuimā – "C'è un mare in camera?!"                                                                      | 19 gennaio 1981  |         |
| 501 | 「ゴキブリカバー」 - Gokiburikabā – "I scarafaggi"                                                                              | 20 gennaio 1981  |         |
| 502 | 「ほんものげんとうき」 - Gokiburikabā – "L'autentico"                                                                           | 21 gennaio 1981  |         |
| 503 | 「チアガール手ぶくろ」 - Chiagāru tebukuro – "I guanti"                                                                         | 22 gennaio 1981  |         |
| 504 | 「せん地服」 - Sen-chi-fuku – "La stoffa"                                                                                       | 26 gennaio 1981  |         |
| 505 | 「アヤカリン」 - Ayakarin – "?"                                                                                                 | 27 gennaio 1981  |         |
| 506 | 「名画しらべ機」 - Meiga shirabe-ki – "La macchina per la ricerca di capolavori"                                                | 28 gennaio 1981  |         |
| 507 | 「ユクスエカメラ」 - Yukusuekamera – "La camera del futuro"                                                                     | 29 gennaio 1981  |         |
| 508 | 「のび太の地底王国（前）」 - Nobita no chitei ōkoku (mae) – "Il regno sotterraneo di Guglielmo! Prima parte"                    | 2 febbraio 1981  |         |
| 509 | 「のび太の地底王国（後）」 - Nobita no chitei ōkoku (ato) – "Il regno sotterraneo di Guglielmo! Seconda parte"                  | 3 febbraio 1981  |         |
| 510 | 「バッジを作ろう」 - Bajji o tsukurou – "Il distintivo"                                                                         | 4 febbraio 1981  |         |
| 511 | 「即席ジャングル」 - Sokuseki janguru – "La giungla"                                                                            | 5 febbraio 1981  |         |
| 512 | 「タイムマシンがなくなった!（前）」 - Taimu mashin ga nakunatta! (mae) – "Alla ricerca della macchina del tempo! Prima parte"   | 9 febbraio 1981  |         |
| 513 | 「タイムマシンがなくなった!（後）」 - Taimu mashin ga nakunatta! (ato) – "Alla ricerca della macchina del tempo! Seconda parte" | 10 febbraio 1981 |         |
| 514 | 「うらめしや復元光線」 - Urameshi ya fukugenkōsen – "I raggi di Urameshi"                                                       | 11 febbraio 1981 |         |
| 515 | 「透視シールで大ピンチ」 - Tōshi shīru de dai pinchi – "Gli adesivi trasparenti"                                                | 12 febbraio 1981 |         |
| 516 | 「おこのみボックス」 - Okonomi bokkusu – "La scatola preferita"                                                                 | 16 febbraio 1981 |         |
| 517 | 「のび太、ガンマンになる!（前）」 - Nobita, gan man ni naru! (mae) – "Guglielmo diventa un uomo armato! Prima parte"            | 17 febbraio 1981 |         |
| 518 | 「のび太、ガンマンになる!（後）」 - Nobita, gan man ni naru! (ato) – "Guglielmo diventa un uomo armato! Seconda parte"          | 18 febbraio 1981 |         |
| 519 | 「ビョードー爆弾」 - Byōdō bakudan – "La bomba"                                                                                 | 19 febbraio 1981 |         |
| 520 | 「分しんハンマー」 - Bun shin hanmā – "Il quarto di martello"                                                                   | 23 febbraio 1981 |         |
| 521 | 「ボーナス1024倍」 - Bōnasu 1024-bai – "Il bonus 1024"                                                                          | 24 febbraio 1981 |         |
| 522 | 「たんぽぽくし」 - Tanpopo kushi – "Il dente di leone"                                                                          | 25 febbraio 1981 |         |
| 523 | 「ママっていいな?」 - Mama tte ī na? – "Una mamma carina"                                                                       | 26 febbraio 1981 |         |
| 524 | 「遭難救助」 - Sōnan kyūjo – "Il soccorso in caso di emergenza"                                                                 | 2 marzo 1981     |         |
| 525 | 「水ぞくかんをつくれ!」 - Mizu zo ku kan o tsukure! – "L'acquario"                                                              | 3 marzo 1981     |         |
| 526 | 「温泉ロープ」 - Onsen rōpu – "La corda della sorgente termale"                                                                 | 4 marzo 1981     |         |
| 527 | 「パニックがおきた」 - Panikku ga okita – "Il panico"                                                                           | 5 marzo 1981     |         |
| 528 | 「かんしゃく紙」 - Kanshakugami – "La carta cappriciosa"                                                                        | 9 marzo 1981     |         |
| 529 | 「のらイヌたちをすくえ!!（前）」 - Nora inu-tachi o sukue!! (mae) – "I cani randagi - prima parte"                              | 10 marzo 1981    |         |
| 530 | 「のらイヌたちをすくえ!!（後）」 - Nora inu-tachi o sukue!! (ato) – "I cani randagi - seconda parte"                            | 11 marzo 1981    |         |

### 531 - 570
| Nº  | Giapponese 「Kanji」 - Rōmaji - Traduzione letterale                                                               | In onda        | In onda |
| Nº  | Giapponese 「Kanji」 - Rōmaji - Traduzione letterale                                                               | Giapponese     |         |
| 531 | 「大人をしかる腕章」 - Otonawoshikaruwanshō – "La fascia da braccio per rimproverare gli adulti"                   | 12 marzo 1981  |         |
| 532 | 「することいれかえき」 - Suru koto irekaeki – "La macchina"                                                        | 16 marzo 1981  |         |
| 533 | 「ストーリーミキサー」 - Sutōrīmikisā – "Il miscelatore di storie"                                                 | 17 marzo 1981  |         |
| 534 | 「食べある機」 - Tabe aru ki – "La macchina del divoratore"                                                        | 18 marzo 1981  |         |
| 535 | 「もちぬしシール」 - Mochinushi shīru – "Gli adesivi"                                                              | 19 marzo 1981  |         |
| 536 | 「ジャイアンリサイタルを楽しむ方法」 - Jaian risaitaru o tanoshimu hōhō – "Il concerto di Gianci"                  | 23 marzo 1981  |         |
| 537 | 「貸し切り電話」 - Kashikiri denwa – "Un telefono noleggiato"                                                      | 24 marzo 1981  |         |
| 538 | 「マジックおなか」 - Majikku onaka – "La pancia magica"                                                            | 25 marzo 1981  |         |
| 539 | 「スーパーラケット」 - Sūpāraketto – "Racchetta express"                                                           | 26 marzo 1981  |         |
| 540 | 「カチカチカメラ」 - Kachikachikamera – "La fotocamera spuntatrice"                                                | 30 marzo 1981  |         |
| 541 | 「ノビタマン」 - Nobitaman – "Corri, Nobita!"                                                                      | 31 marzo 1981  |         |
| 542 | 「うっとりイヤホン」 - Uttori iyahon – "Gli auricolari incantati"                                                  | 1º aprile 1981 |         |
| 543 | 「オキテテヨカッタ」 - Okiteteyokatta – "Il controllo sonnambulo"                                                  | 6 aprile 1981  |         |
| 544 | 「さかなつり」 - Sakana tsuri – "Alla ricerca dei pesci"                                                           | 7 aprile 1981  |         |
| 545 | 「弱虫のび太」 - Yowamushi Nobita – "Il segreto del maestro"                                                       | 8 aprile 1981  |         |
| 546 | 「うつしっぱなしミラー」 - Utsushi-ppanashi mirā – "Uno specchio aperto"                                           | 13 aprile 1981 |         |
| 547 | 「巨大ロボットを組み立てよう（前）」 - Kyodai robotto o kumitateyou (mae) – "Il robot gigante - prima parte"       | 14 aprile 1981 |         |
| 548 | 「巨大ロボットを組み立てよう（後）」 - Kyodai robotto o kumitateyou (ato) – "Il robot gigante - seconda parte"     | 15 aprile 1981 |         |
| 549 | 「ふしぎなじどうしゃ」 - Fushiginaji dō sha – "Una nave misteriosa"                                                | 20 aprile 1981 |         |
| 550 | 「ちく電スーツ」 - Chiku-den sūtsu – "Il vestito"                                                                  | 21 aprile 1981 |         |
| 551 | 「福はうちの豆」 - Fukuhauchi no mame – "Il Fuku dei fagioli"                                                      | 22 aprile 1981 |         |
| 552 | 「バランスちゅうしゃ」 - Baransu chūshi ya – "L'equilibrio"                                                        | 27 aprile 1981 |         |
| 553 | 「ドラえもん対ドラえもん」 - Doraemon tai Doraemon – "Doraemon contro Doraemon"                                    | 28 aprile 1981 |         |
| 554 | 「のび太が消えちゃう!?」 - Nobita ga kie chau!? – "La scomparsa di Guglia"                                         | 29 aprile 1981 |         |
| 555 | 「すなおなロボットがほし〜い」 - Sunaona robotto ga hoshi 〜 i – "Un robot Sunona"                                 | 4 maggio 1981  |         |
| 556 | 「あやつりそっくりふうせん」 - Ayatsuri sokkuri fūsen – "Un palloncino a forma di libellula"                       | 5 maggio 1981  |         |
| 557 | 「かんせいウエーブ」 - Kanse i uēbu – "L'onda"                                                                     | 6 maggio 1981  |         |
| 558 | 「のび太のブラックホール」 - Nobita no burakkuhōru – "Il buco nero"                                                | 11 maggio 1981 |         |
| 559 | 「「地震なまず」でスネ夫に逆しゅう!」 - Jishin'namazu de suneotto ni gyaku shū! – "Il terremoto del pesce gatto"   | 12 maggio 1981 |         |
| 560 | 「国際動物保護スプレー」 - Kokusai dōbutsu hogo supurē – "Lo spray internazionale per la protezione degli animali" | 13 maggio 1981 |         |
| 561 | 「ひっこし地図」 - Hikkoshichizu – "La mappa di Hikkoshi"                                                          | 18 maggio 1981 |         |
| 562 | 「森は生きている」 - Mori haikiteiru – "la foresta è viva?!"                                                       | 19 maggio 1981 |         |
| 563 | 「コース決定機」 - Kōsu kettei-ki – "La macchina delle decisioni"                                                  | 20 maggio 1981 |         |
| 564 | 「災難予報機」 - Sainan yohō-ki – "La previsore dei disastri"                                                      | 25 maggio 1981 |         |
| 565 | 「人間カメラシャッター」 - Ningen kamerashattā – "L'otturatore della fotocamera umana"                             | 26 maggio 1981 |         |
| 566 | 「文通相手はどんな子…?」 - Buntsū aite wa don'na ko…? – "Amici per le penne!"                                      | 27 maggio 1981 |         |
| 567 | 「ヨンダラ首わ」 - Yondarakubiwa – "Il collo di Yondara"                                                           | 1º giugno 1981 |         |
| 568 | 「とりかえミラー」 - Torikae mirā – "Lo specchio di ricambio"                                                      | 2 giugno 1981  |         |
| 569 | 「職業テスト腕章」 - Shokugyō tesuto wanshō – "La fascia da braccio per test professionale"                        | 3 giugno 1981  |         |
| 570 | 「円ピツ」 - En pitsu – "Il crea prezzi"                                                                           | 8 giugno 1981  |         |

### 571 - 617
| Nº  | Giapponese 「Kanji」 - Rōmaji                                               | In onda           | In onda |
| Nº  | Giapponese 「Kanji」 - Rōmaji                                               | Giapponese        |         |
| 571 | 「キンシひょうしき」 - Kinshihyōshiki                                       | 9 giugno 1981     |         |
| 572 | 「ドンブラガス」 - Donburagasu                                              | 10 giugno 1981    |         |
| 573 | 「デビルカード」 - Debirukādo                                               | 15 giugno 1981    |         |
| 574 | 「かがみのない世界」 - Kagami no nai sekai                                  | 16 giugno 1981    |         |
| 575 | 「のび太王国誕生」 - Nobita ōkoku tanjō                                     | 17 giugno 1981    |         |
| 576 | 「しずかちゃんさようなら」 - Shizukachan sayōnara                           | 22 giugno 1981    |         |
| 577 | 「ポスターになったのび太」 - Posutā ni natta Nobita                         | 23 giugno 1981    |         |
| 578 | 「グッスリまくらでひと休み」 - Gussuri makura de hitoyasumi                 | 24 giugno 1981    |         |
| 579 | 「気球を救え」 - Kikyū o sukue                                              | 29 giugno 1981    |         |
| 580 | 「そうじゅうくんれんき」 - Sōji yuukunrenki                                 | 30 giugno 1981    |         |
| 581 | 「たまごうませとう」 - Tama go uma setō                                     | 1º luglio 1981    |         |
| 582 | 「「真実の旗印」はすべて正しい」 - Shinjitsunohatajirushi wa subete tadashī | 6 luglio 1981     |         |
| 583 | 「しゃしんはいりこみスコープ」 - Shi yashinhairikomi sukōpu                 | 7 luglio 1981     |         |
| 584 | 「なかま入りせんこう」 - Na kama-iri senkō                                  | 8 luglio 1981     |         |
| 585 | 「まあまあ棒」 - Māmābō                                                     | 13 luglio 1981    |         |
| 586 | 「のび太の100点ピーアール」 - Nobita no 100-ten pīāru                       | 14 luglio 1981    |         |
| 587 | 「ねん力目ぐすり」 - Nen chikara-me gusuri                                  | 15 luglio 1981    |         |
| 588 | 「ママをたずねて三千キロぐすり」 - Mama o tazunete san sen-kiro gusuri      | 20 luglio 1981    |         |
| 589 | 「道路光線」 - Dōrokōsen                                                    | 21 luglio 1981    |         |
| 590 | 「平和アンテナ」 - Heiwaantena                                              | 22 luglio 1981    |         |
| 591 | 「雪男のアルバイト」 - Yukiotoko no arubaito                                | 27 luglio 1981    |         |
| 592 | 「からだねん土」 - Karadanendo                                              | 28 luglio 1981    |         |
| 593 | 「うちでのデパート」 - Uchi de no depāto                                    | 29 luglio 1981    |         |
| 594 | 「のび太のなが〜い家出」 - Nobita no naga 〜 i iede                         | 3 agosto 1981     |         |
| 595 | 「恐竜が出た!!(前)」 - Kyōryū ga deta!! (mae)                               | 4 agosto 1981     |         |
| 596 | 「恐竜が出た!!(後)」 - Kyōryū ga deta!! (ato)                               | 5 agosto 1981     |         |
| 597 | 「火災予定報知ベル」 - Kasaiyoteihōchiberu                                  | 10 agosto 1981    |         |
| 598 | 「影絵ライトで遊ぼう」 - Kagee raito de asobou                              | 11 agosto 1981    |         |
| 599 | 「おもかるとう」 - Omo karutō                                               | 12 agosto 1981    |         |
| 600 | 「のびちぢみスコープ」 - Nobi chidjimi sukōpu                               | 17 agosto 1981    |         |
| 601 | 「雲の中の散歩」 - Kumo no naka no sanpo                                    | 18 agosto 1981    |         |
| 602 | 「グルメテーブルかけ」 - Gurumetēburu kake                                  | 19 agosto 1981    |         |
| 603 | 「サイオー馬」 - Saiō-ba                                                    | 24 agosto 1981    |         |
| 604 | 「時門」 - Jimon                                                            | 25 agosto 1981    |         |
| 605 | 「おこればあったかホッカホカ」 - O koreba atta ka hokkahoka                 | 26 agosto 1981    |         |
| 606 | 「ひろびろポンプ」 - Hirobiro ponpu                                         | 31 agosto 1981    |         |
| 607 | 「くすり製造機」 - Kusuri seizō-ki                                          | 1º settembre 1981 |         |
| 608 | 「空中フック」 - Kūchūfukku                                                 | 2 settembre 1981  |         |
| 609 | 「パトローラースケートとけいぼう」 - Patorōrāsukēto to kei bō               | 7 settembre 1981  |         |
| 610 | 「メカメーカー」 - Mekamēkā                                                 | 8 settembre 1981  |         |
| 611 | 「本人ビデオ」 - Hon'nin bideo                                              | 9 settembre 1981  |         |
| 612 | 「六面カメラ」 - Rokumenkamera                                              | 14 settembre 1981 |         |
| 613 | 「グンニャリジャイアン」 - Gun'nyari Jaian                                  | 15 settembre 1981 |         |
| 614 | 「デカチンキ」 - Dekachinki                                                 | 16 settembre 1981 |         |
| 615 | 「しずみ玉」 - Shizumi-dama                                                 | 21 settembre 1981 |         |
| 616 | 「もしもボックスでお金持ち」 - Moshimo bokkusu de o kanemochi               | 22 settembre 1981 |         |
| 617 | 「やどり木」 - Yadorigi                                                     | 23 settembre 1981 |         |

## Episodi (10 minuti)
| Nº Ja | Nº It | Titolo italiano Giapponese 「Kanji」 - Rōmaji | In onda          | In onda          |
| Nº Ja | Nº It | Titolo italiano Giapponese 「Kanji」 - Rōmaji | Giapponese       | Italiano         |
| 618   | 49    | Amici per la pelle 「ドラえもんだいきらい!?」 - Dora emondaikirai!? | 2 ottobre 1981   | 4 aprile 2003    |
| 618   | 49    | Doraemon e Nobita litigano molto duramente ma con l'aiuto di Dorami e Sewashi capiscono quanto ognuno di loro è importante per l'altro e fanno pace. |                  |                  |
| 619   | 22    | L'insetto-plano 「昆虫ヒコーキに乗ろう」 - Konchū hikōki ni norō | 2 ottobre 1981   | 17 marzo 2003    |
| 619   | 22    | Suneo si vanta dicendo che in futuro avrà un suo aereo privato, così anche Nobita ne chiede uno a Doraemon. Quest'ultimo gli presta un macchinario che gli permette di scegliere un insetto e di rimpicciolirsi in modo tale da guidarlo, con una speciale cloche. Anche Shizuka, Gian e Suneo provano l'insetto-plano, tuttavia gli ultimi due scelgono due insetti non adatti e finiscono nei guai. Alla fine della giornata, scoprono che tutti gli insetti se ne sono andati, poiché è arrivato l'autunno. Rimane solo un insetto, che Nobita definisce "l'ultima libellula della stagione". |                  |                  |
| 620   | 18    | L'invito pillola 「恐竜たちに「招待錠」を」 - Chōryū tachi ni 「shōtaijō」 wo | 9 ottobre 1981   | 13 marzo 2003    |
| 620   | 18    | Nobita si reca con Doraemon e suo padre al museo di Scienze Naturali, per osservare dei dinosauri provenienti dalla Cina. Compra inoltre il catalogo, che vuole mostrare a Shizuka; Suneo gli soffia tuttavia l'invito, dicendo alla ragazza che lui possedeva un vero fossile. Nobita decide allora di usare un chiusky di Doraemon, delle pillole capaci di far accettare un invito, su alcuni dinosauri, per farli giungere dalla Cina al Giappone e mostrarne fossili a Shizuka. Scoprono solo dopo che nella Preistoria il Giappone era ancora sommerso, ma riescono comunque a salvare i dinosauri e ad evitare che affoghino. Nobita vuole allora usare quelle pillole per invitare a casa sua Shizuka, salvo scoprire poi che le aveva esaurite tutte.                                                               |                  |                  |
| 621   | 20    | La teoria della civiltà sotterranea 「のび太の地底文明説」 - Nobita no chiteibun meisetsu | 9 ottobre 1981   | 14 marzo 2003    |
| 621   | 20    | Sulla collina dietro la scuola Nobita e i suoi amici trovano una buca molto profonda, e Nobita dice che secondo lui essa conduce al regno di una civiltà sotterranea. Viene però deriso: grazie ad alcune speciali spille e ad un microfono, riesce comunque a creare una vera civiltà e a seguirne lo sviluppo; invita infine Gian e Suneo. Questi si ricredono e corrono a raccontare tutto alla stampa, che si reca sul posto ma non trova niente. Infatti, per salvare la civiltà e farla continuare a vivere in pace, Nobita e Doraemon sono costretti a sbarazzarsi delle spillette e del microfono. |                  |                  |
| 622   | 3     | La televisione di Nobita 「のび太放送協」 - Nobita housou kyoukai | 16 ottobre 1981  | 4 marzo 2003     |
| 622   | 3     | Nobita, dopo aver parlato con i suoi amici di cosa vorrebbe fare da grande, decide di fondare una propria televisione. Doraemon decide di aiutarlo, ma hanno bisogno di soldi: trovano come sponsor un fornaio squattrinato, che però pretende che la loro televisione abbia sempre l'audience massima. A causa di uno scarso palinsesto, ciò non risulta possibile: Suneo si reca così da Nobita proponendogli di fare delle candid camera per aumentare gli ascolti. Anche Gian è però vittima di una candid camera, e per evitare che si infuri, Nobita è obbligato a pagarlo con i soldi dello sponsor e a farlo cantare in televisione. Gli altri spettatori della televisione però protestano, sia perché Gian è stonato, sia perché anche loro vogliono mostrare ciò che sanno fare e conseguentemente essere pagati. |                  |                  |
| 623   | 61    | Il matrimonio di Nobita 「のび太の結婚式?!」 - Nobita no kekkonshiki?! | 16 ottobre 1981  | 14 aprile 2003   |
| 623   | 61    | Doraemon e Nobita fanno un viaggio nel futuro per scoprire quale persona sposerà quest'ultimo. Quando vedrà che quella persona sarà proprio Shizuka, deciderà di impegnarsi ad essere una persona responsabile e giudiziosa affinché possa rendere felice la sua futura moglie, ispirandosi ad una conversazione che questa avrà con il proprio padre il giorno prima delle nozze e a cui aveva segretamente assistito |                  |                  |
| 624   | 73    | Una strega perfetta 「魔女っ子しずかちゃん」 - Majo tsu ko Shizukachan | 23 ottobre 1981  | 23 aprile 2003   |
| 624   | 73    | Shizuka confessa a Nobita che vorrebbe diventare una strega buona. Lui e Doraemon la aiutano a realizzare il suo sogno prima rendendo volante una scopa e poi dandole un cappello in grado di indicare le persone bisognose di aiuto. Dopo aver aiutato le persone indicate dal cappello, Shizuka restituisce a Doraemon e Nobita quanto ricevuto in prestito. Subito dopo il ragazzo indossa il cappello e scopre che Shizuka ha bisogno di aiuto, essendo rimasta chiusa fuori casa. |                  |                  |
| 625   | 30    | Missione di soccorso 「裏山のガリバー探検」 - Urayama no garibaa tanken | 23 ottobre 1981  | 21 marzo 2003    |
| 625   | 30    | Doraemon rimpicciolisce Nobita per fargli pilotare un aeroplanino telecomandato, tuttavia, mentre è in volo, la batteria dell'aereo si scarica e Nobita è costretto a fare un atterraggio d'emergenza sulla collina dietro la scuola. Doraemon corre così alla ricerca di Nobita: Shizuka, Gian e Suneo si offrono di aiutarlo, tuttavia gli ultimi due obbligano Doraemon a rimpicciolirsi a loro volta, per effettuare una vera missione di soccorso e vivere un'avventura. Il gruppo, dopo aver superato degli inconvenienti, fra cui l'attraversamento di una pozzanghera e la fuga da un topo, riesce a trovare Nobita e a portarlo in salvo. Visto che però Doraemon e gli altri avevano notato che nel bosco erano stati lasciati vari rifiuti, decidono di tornarci per raccoglierli e aiutare così l'ambiente.      |                  |                  |
| 626   | 5     | La macchina cambia data 「新聞日付変更ポスト」 - Shin bunhi zuke henkou posuto | 30 ottobre 1981  | 5 marzo 2003     |
| 626   | 5     | Nobita, dopo aver letto una notizia sensazionale sul giornale, corre a riferirla ai suoi amici: solo dopo scopre che il giornale che ha letto è quello del giorno precedente, facendo così una brutta figura con gli amici. Doraemon gli dà allora un chiusky capace di cambiare la data degli oggetti, e Nobita lo usa per ottenere il giornale del giorno successivo. Scopre però che la casa dei vicini sarebbe stata svaligiata, e con l'aiuto di Doraemon si intrufola di nascosto all'interno di essa per evitare il fatto. Riesce nell'intento, cambiando così il futuro: tuttavia, i vicini, nel ritornare, non credono alla storia di Nobita che si dovrà così sorbire anche una ramanzina dai suoi genitori. |                  |                  |
| 627   | 108   | Vivere nel passato 「昔はよかった!?」 - Mukashi hayokatta!? | 30 ottobre 1981  | 27 novembre 2003 |
| 627   | 108   | Parlando con il padre, Nobita si convince che la vita nel passato fosse estremamente migliore di quella odierna e decide di sperimentarla. Viene accolto da un anziano contadino e da sua figlia, che vivono in modo estremamente modesto; inoltre il padre è malato di tubercolosi e il raccolto minacciato dall'assenza di piogge. Doraemon, tornato anch'egli nel passato, aiuta così la famiglia: Nobita comprende quindi la difficoltà di vivere nel passato. |                  |                  |
| 628   | 26    | Robotguru 「神さまロボット」 - Kamisama Robotto | 6 novembre 1981  | 19 marzo 2003    |
| 628   | 26    | Stanco di essere costantemente maltrattato da Gian e Suneo, Nobita si chiede se la gentilezza possa essere ripagata. Doraemon gli mostra allora il Robotguru, un bambolotto robot con le sembianze di un anziano, capace di far esaudire tre desideri a chi lo tratta bene. Per fare una prova, lo depositano per strada, e dopo vari tentativi viene raccolto da Shizuka. Allora Gian e Suneo, che vengono a scoprire del segreto del bambolotto, lo sottraggono a Nobita e lo obbligano a esaudire i loro tre desideri: a causa di un fraintendimento, le loro facce si trasformano però in quelle di due maiali. Interviene infine Shizuka, che aveva conservato il suo ultimo desiderio, per riportare la situazione alla normalità.                                                                                     |                  |                  |
| 629   | 7     | La navicella spaziale di Nobita 「のび太のスペ一スシャトル」 - Nobita no supeusushatoru | 6 novembre 1981  | 6 marzo 2003     |
| 629   | 7     | Nobita costruisce un modellino di una navicella spaziale, che Gian e Suneo però gli distruggono. Con l'aiuto di Doraemon, Shizuka e Dekisugi, riuscirà però a costruire una vera navicella spaziale, che sfrutta il sistema della propulsione ad aria, capace di volare nel cielo. Tuttavia Gian e Suneo, invidiosi della navicella, decidono di sottrarla ai tre: nella fuga perdono però il controllo della navicella, che finisce così distrutta. |                  |                  |
| 630   | 9     | Lo stipendio di papà 「パパの月給騒動」 - Papa no gekkyū sōdō | 13 novembre 1981 | 7 marzo 2003     |
| 630   | 9     | Il padre di Nobita viene invitato, nel giorno di paga, a bere un bicchiere dal proprio capo: torna così a casa tardi, ubriaco e senza la busta dello stipendio. Nobita e Doraemon decidono così di ritornare indietro del tempo per farsi dare la busta prima ed evitarne lo smarrimento. Dopo essere riusciti nell'intento, pestano però la coda ad un cane randagio che li insegue e, nella fuga, perdono a loro volta la busta. Fortunatamente, essa viene raccolta da un poliziotto e il denaro ritorna comunque alla famiglia di Nobita. |                  |                  |
| 631   | 11    | Dispositivo di scambio 「クロススイッチ」 - Kurosusuicchi | 13 novembre 1981 | 10 marzo 2003    |
| 631   | 11    | Stanco di essere rimproverato continuamente, Doraemon presta a Nobita un dispositivo con il quale può letteralmente scambiarsi di posto con le altre persone. Tuttavia, ogni tentativo non risulta vantaggioso per Nobita, che alla fine decide di ritornare a vivere la sua normale esistenza. Prima di fare ciò, decide però di usare per un'ultima volta il chiusky: scambia così il suo posto con Doraemon, che è costretto a fare i suoi compiti. |                  |                  |
| 632   | 13    | Il robot ventriloquo 「腹話ロボット」 - Hara hanashi robotto | 20 novembre 1981 | 11 marzo 2003    |
| 632   | 13    | Nobita ammira la parlantina di Suneo, grazie alla quale riesce sempre a trarsi d'impaccio da qualunque situazione. Doraemon presta così a Nobita uno speciale robot, capace di parlare al posto suo: grazie ad esso Nobita riesce a ricevere le lodi della madre e degli amici, rigirando a suo vantaggio vari discorsi. Tuttavia, ad un certo punto, è costretto a spegnere il robot e così termina il suo effetto sui precedenti ascoltatori riguardo alle parole di Nobita, che capiscono così di essere stati ingannati. |                  |                  |
| 633   | 105   | Viaggio nelle fiabe 「のび太の童話旅行」 - Nobita no douwa ryokou | 20 novembre 1981 | 24 novembre 2003 |
| 633   | 105   | Nobita è triste poiché la fiaba di Urashima Taro non ha un lieto fine; Doraemon gli mostra così delle magiche scarpe con le quali è possibile entrare nei libri di fiabe e modificarle. Dopo essere intervenuto in questa e in altre favole, il ragazzo decide di invitare Shizuka per mostrarle la fiaba di Cenerentola. Mentre lei si trova nella fiaba perde però una delle scarpe e, a causa di un equivoco, il principe azzurro sceglie di sposare lei e non Cenerentola. Doraemon e Nobita riescono a risolvere la situazione, tuttavia Shizuka rimane arrabbiata con loro per il forte spavento subito. |                  |                  |
| 634   | 16    | Mekadog 「チューケンパー」 - Chū kenpā | 27 novembre 1981 | 12 marzo 2003    |
| 634   | 16    | Nobita desidera un amico fedele e così Doraemon gli dà il Mekadog, un cane robot pronto a soddisfare ogni desiderio del suo padrone. Il cane si dimostra però fin da subito troppo premuroso, creando problemi anche alla madre e agli amici di Nobita, arrivando persino a far perdere i sensi a Gian. Quando Nobita capisce a cosa può arrivare Mekadog cerca di liberarsene, senza successo. Infine, equivocando delle parole di Nobita, il cane gli procura un cappio e lo spinge al suicidio. Per fortuna arriva Doraemon, che riesce a disattivare il Mekadog e a salvare la vita all'amico. |                  |                  |
| 635   | 62    | La gomma creaforme 「シャラガム」 - Sharagamu | 27 novembre 1981 | 14 aprile 2003   |
| 635   | 62    | Nobita è triste perché Suneo non ha gli ha dato un chewing-gum e non può nemmeno permettersi di acquistarli. Doraemon dà pertanto all'amico un pacchetto di gomma creaforme: se si pensa a qualcosa mentre la si mastica, il pallone assumerà la forma del pensiero per 30 minuti. Più tardi, mentre Doraemon, Nobita e Shizuka volano a bordo di un chewing-gum gigante a forma di robot, vengono visti da Gian e Suneo. Questi ultimi, invidiosi, decidono di impossessarsi del robot, ma poco prima che possano salirci, esso si disfa e i due rimangono invischiati nel chewing-gum. |                  |                  |
| 636   | 28    | Chi di guardia 「世界平和安全バッジ」 - Sekaiheiwa anzen bajji | 4 dicembre 1981  | 20 marzo 2003    |
| 636   | 28    | Nobita chiede ai genitori di anticipargli sei mesi di paghetta, ma rifiuta di spiegare il motivo di tale richiesta. Doraemon, insospettito dal comportamento di Nobita, cerca di saperne così di più: usando un gas della verità, riesce a fargli confessare che due ragazzi delle superiori, che dicono di fare parte dell'Associazione per la pace e la sicurezza nel mondo estorcono a tutti i ragazzi del quartiere soldi, obbligandoli ad iscriversi all'associazione, pena spiacevoli e misteriosi incidenti. Doraemon aiutera però Nobita a sconfiggere i due truffatori e a ri-ottenere tutto il denaro. |                  |                  |
| 637   | 32    | Il raggio dell'onestà 「ショージキデンパ」 - Shoujikidenpa | 4 dicembre 1981  | 24 marzo 2003    |
| 637   | 32    | Suneo ha prestato un binocolo a Nobita, che a sua volta lo ha prestato a un suo compagno di classe, Motoyama. Quest'ultimo si rifiuta però di restituirlo a Suneo, mentendo dicendo di non averlo mai avuto. Doraemon aiuta così Nobita a far confessare il bugiardo, usando il raggio dell'onestà, un chiusky capace di far dire la verità. Grazie a questo Motoyama è costretto a confessare, ma si scopre anche che il binocolo di Suneo, che quest'ultimo aveva definito estremamente costoso, non valeva in realtà niente. Tuttavia, le onde del chiusky si diffondono e costringono tutte le persone della città a dire ciò che pensano, causando divertenti inconvenienti. |                  |                  |
| 638   | 40    | La borsa etciù 「かぜぶくろ」 - Kazebukuro | 11 dicembre 1981 | 28 marzo 2003    |
| 638   | 40    | Dopo aver fatto guarire la madre con la borsa etciù, Doraemon si sente in colpa perché lei quando sta bene non ha un attimo di tregua. Doraemon e Nobita decidono allora di usare lo stesso chiusky per farla ammalare, ma prima devono raccogliere il raffreddore di una persona. Dopo aver spacciato la casa per un ospedale ed essere stati sgridati dai genitori, arrivano sul posto numerose persone con il raffreddore. I due amici allora, dopo averle fatte guarire, confessano la loro idea ai genitori, che rimangono senza parole. |                  |                  |
| 639   | 110   | Salvate la rondine sbadata! 「のび太ツバメを助けろ」 - Nobita tsubame wo tasuke ro | 11 dicembre 1981 | 1º dicembre 2003 |
| 639   | 110   | Sebbene sia autunno, Doraemon e Nobita scoprono una rondine che non ha iniziato la sua migrazione. In seguito i due usano un chiusky per osservare i comportamenti di vari animali e ritrovano la precedente rondine: poiché essa è molto goffa e si sono affezionati ad essa, decidono di seguire la sua migrazione per aiutarla. Quando infine la rondine deve affrontare un lungo tragitto sul mare, Doraemon decide di accompagnarla personalmente lungo il suo tragitto: questo lo farà restare lontano da casa molti giorni. |                  |                  |
| 640   | 34    | Berretto dell'obbedienza 「いいなりキャップ」 - Iinari kyappu | 18 dicembre 1981 | 25 marzo 2003    |
| 640   | 34    | Gian abbandona il suo cane Muku in uno scatolone, poiché non esegue alcuni suoi comandi. Grazie al berretto dell'obbedienza, Doraemon viene a sapere che questi ordini sono completamente assurdi, e si reca con Muku a cercare di far ragionare il ragazzo, lasciando involontariamente il chiusky a Nobita. Lui, dopo aver trovato nel parco abbandonato un vero leone, decide di ammaestrarlo con l'aiuto del cappello per stupire i suoi amici, tuttavia per un errore di Nobita i ruoli si invertono e deve perciò subire gli ordini del leone, che lo vuole mangiare. Doraemon riesce comunque ad arrivare in tempo e a salvare Nobita. Il leone viene invece portato allo zoo: era stato abbandonato da un signore che, dopo averlo allevato, si era stancato di accudirlo.                                           |                  |                  |
| 641   | 38    | Un robot solidale 「いたわりロボット」 - Itawari robotto | 18 dicembre 1981 | 27 marzo 2003    |
| 641   | 38    | Nobita è triste, poiché tutti lo rimproverano, e ha perso le speranze. Doraemon manda allora a consolarlo un robot che, con parole di conforto, fa risollevare il morale a Nobita. Il robot accompagna poi Nobita anche alla partita di baseball: sebbene Nobita sbagli ogni tiro, il robot continua a dire che non è colpa sua e tutti, da Gian a Shizuka, se la prendono con Nobita. Doraemon decide allora di intervenire e gli mostra con la televisione del futuro che, continuando a seguire i consigli del robot solidale, sarebbe diventato un mendicante. Nobita chiede allora a Doraemon di procurargli un robot severissimo, e viene esaudito: ne ottiene così uno che non gli permette di cenare prima di aver finito i compiti.                                                                                 |                  |                  |
| 642   | 36    | La corda tuttofare 「せわやきロープ」 - Sewayaki roupu | 25 dicembre 1981 | 26 marzo 2003    |
| 642   | 36    | I genitori di Nobita devono andare al matrimonio di un parente, con il disappunto di Nobita, che non vuole rimanere solo in casa. Inoltre, anche Doraemon deve partire per un impegno improvviso: lascia così Nobita solo insieme ad una corda, capace di esaudire tutti i suoi desideri. Sebbene inizialmente non ci creda, Nobita vede che il chiusky riesce a controllare la casa, a fargli vincere una partita di baseball e a farlo divertire con Shizuka, facendosi far cavalcare dai due ragazzi in cielo. Doraemon, preso dai sensi di colpa, decide poi di tornare da Nobita per vedere come sta, salvo scoprire che la corda aveva già provveduto a tutto e che Nobita si era trovato benissimo con essa. |                  |                  |
| 643   | -     | 「のび太劇団のクリスマス」 - Nobita gekidan no Kurisumasu – "Il teatro di Natale" | 25 dicembre 1981 | inedito          |

## Speciali
Gli episodi speciali si differenziano dagli episodi canonici quasi esclusivamente per la lunghezza, solitamente maggiore. Tra il 1º gennaio 1981 e il 1º aprile dello stesso anno sono stati trasmessi cinque episodi speciali.
| Nº  | Giapponese 「Kanji」 - Rōmaji - Traduzione letterale                                       | In onda         | In onda |
| Nº  | Giapponese 「Kanji」 - Rōmaji - Traduzione letterale                                       | Giapponese      |         |
| S10 | 「天井うらの宇宙戦争」 - Tenjō ura no uchū sensō – "Guerre stellari... In soffitta!"       | 1º gennaio 1981 |         |
| S11 | 「精霊よびだしうでわ」 - Seireiyobidashiudewa – "Armi di spirito"                          | 2 gennaio 1981  |         |
| S12 | 「帰ってきたドラえもん」 - Kaettekita Doraemon – "Il ritorno di Doraemon!"                 | 3 gennaio 1981  |         |
| S13 | 「山おく村の怪事件」 - Yama oku mura no kai jiken – "Il Mistero nel villaggio di montagna" | 1º aprile 1981  |         |
| S14 | 「モアよドードーよ永遠に」 - Moa yo dōdō yo eien ni – "Amici, per sempre!"                 | 1º aprile 1981  |         |